# Сан Секондо Парменсе
Сан Секондо Парменсе је насеље у Италији у округу Парма, региону Емилија-Ромања.
Према процени из 2011. у насељу је живело 4238 становника. Насеље се налази на надморској висини од 39 м.

## Становништво
Према резултатима пописа становништва 2011. у општини је живело 5.519 становника.
| 1951. | 1961. | 1971. | 1981. | 1991. | 2001. | 2011. |
| ----- | ----- | ----- | ----- | ----- | ----- | ----- |
| 5.671 | 5.286 | 4.853 | 4.835 | 4.769 | 5.037 | 5.519 |